# 康帕涅 (瓦兹省)
康帕涅（法語：Campagne，法語發音：[kɑ̃paɲ] ⓘ）是法国瓦兹省的一个市镇，属于贡比涅区。

## 地理
康帕涅（49°38'46"N, 2°57'41"E）面积4.55 平方千米，位于法国上法蘭西大區瓦兹省，该省份为法国北部内陆省份，北起索姆省，西接厄尔省和滨海塞纳省，南至塞纳-马恩省和瓦兹河谷省，东临埃纳省。
与康帕涅接壤的市镇（或旧市镇、城区）包括：博略莱方丹、比西、卡蒂尼、埃屈维利、弗雷图瓦堡。

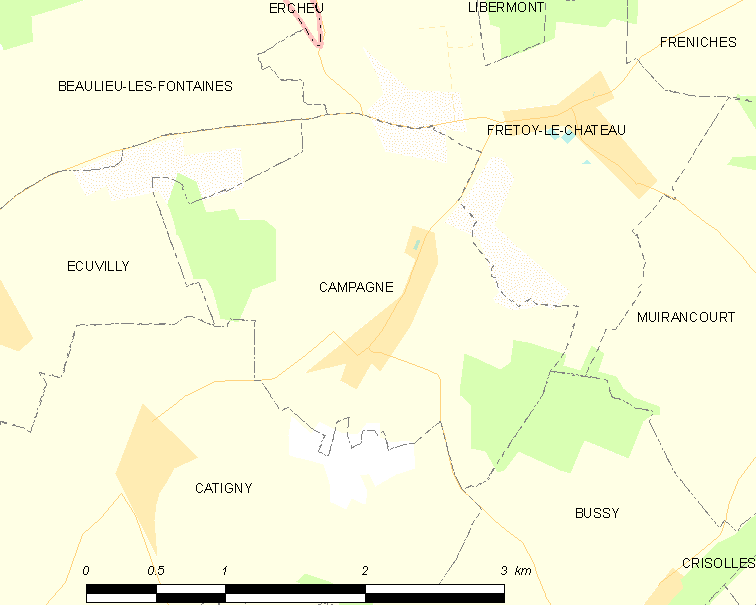
的OSM定位图

康帕涅的时区为UTC+01:00、UTC+02:00（夏令时）。

## 行政
康帕涅的邮政编码为60640，INSEE市镇编码为60121。

## 政治
康帕涅所属的省级选区为努瓦永县。

## 人口

1962-2008年间人口变化图示

康帕涅于2022年1月1日时的人口数量为160人。